# Luisa Meklenburská
Luisa Meklenburská (dánsky: Louise, německy: Louise zu Mecklenburg; 28. srpna 1667, Güstrow, Německo – 15. března 1721, Kodaň, Dánsko) byla meklenburská princezna a jako manželka Frederika IV. dánská a norská královna.

## Původ
Luisa Meklenburská se narodila jako deváté dítě z jedenácti potomků vévody meklenbursko-güstrowského Gustava Adolfa (1633–1695) a jeho manželky Magdaleny Sibylly Holštýnsko-Gottorpské.

## Manželství a život v Dánsku
5. prosince 1695 se v Kodani provdala za dánského korunního prince Frederika a po smrti jeho otce Kristiána V. se stala dánskou královnou. Korunovace královského páru se uskutečnila v roce 1700 v kapli zámku Frederiksborg.
Budoucí král poznal Luisu během pobytu na meklenburském dvoře při jedné ze svých zahraničních cest. Prameny se při uvádění důvodů sňatku liší: některé hovoří o manželství z rozumu, jiné o manželství z lásky. Pokud by tyto měly pravdu, potom Frederikův cit rychle vyprchal – kromě řady příležitostných nevěr a avantýr se již po osmi letech manželství dopustil bigamie, oženiv se s Helenou von Vieregg. Ta po roce zemřela při porodu, Frederik ovšem po čase opět uzavřel bigamický sňatek, a to s Annou Žofií Reventlow. (Když v roce 1721 královna Luisa zemřela, oženil se s ní znovu, oficiálně, necelé tři týdny po královnině smrti.)
V letech 1708–1709 byla Luisa manželovou regentkou po dobu jeho cesty do Itálie.
Královna Luisa tedy žila v Dánsku většinu času bez manžela a jeho lásky, hluboce ponížená a osamělá, vzdálená nejen života u dvora, kde byla jen "královnou na obraze", objevující se pouze při oficiálních ceremoniích, ale i skrytá před veřejností, u níž nebyla snad i z tohoto důvodu populární, na rozdíl od svého oblíbeného charismatického manžela. Během let se zcela ponořila do svého bolu a hledala útěchu ve víře a pietismu. Shromáždila úctyhodou kolekci náboženských knih (cca 400 svazků), která po její smrti byla věnována Královské dánské knihovně.
Svým dětem vštěpovala nenávist k Anně Žofii Reventlow, kterou nazývala německy (neboť dánsky se nikdy nenaučila) "die Hure" (děvka, čubka). Dcera Šarlota Amálie však měla k Anně Žofii Reventlow vlídný vztah a snažila se předcházet silnému nepřátelství, projevovanému jí po smrti Frederika IV. od dvora (a především od krále).
Se svým synem Kristiánem (budoucím králem Kristiánem VI.) měla Luisa velmi úzký a pevný vztah. I on byl hluboce nábožensky založen a i on se ve svém manželství utíkal k náboženství a pietismu.

## Potomstvo
Přes všechny peripetie manželství alespoň v prvních letech plnilo svou základní funkci a vzešlo z něj pět potomků; pouze dva se však dožili dospělosti: druhý syn, budoucí král Kristián VI. a nejmladší dcera Šarlota Amálie, která se nikdy neprovdala.
- Kristián (28. června 1697 – 1. října 1698)
- Kristián (10. prosince 1699 – 6. srpna 1746), korunní princ, jako Kristián VI. král dánský a norský od roku 1730 až do své smrti, ⚭ 1721 Žofie Magdalena Braniborská (28. listopadu 1700 – 27. května 1770)
- Frederik Karel (23. října 1701 – 7. ledna 1702)
- Jiří (6. ledna 1703 – 12. března 1704)
- Šarlota Amálie Dánská (6. října 1706 – 28. října 1782), svobodná a bezdětná

## Smrt
Královna Luisa zemřela v Kodani 15. března 1721. Její ostatky byly pochovány v katedrále v Roskilde, místě posledního odpočinku dánské královské rodiny.

## Vývod z předků
|                      |                                        |  |                             |                                      |  |  |  |  |  |  |  | Jan Albrecht I. Meklenburský |
|                      |                                        |  |                             |                                      |  |  |  |  |  |  |  |                              |
|                      | Jan VII. Meklenburský                  |  |                             |                                      |  |  |  |  |  |  |  |                              |
|                      |                                        |  |                             |                                      |  |  |  |  |  |  |  |                              |
|                      |                                        |  |                             | Anna Sofie Pruská                    |  |  |  |  |  |  |  |                              |
|                      |                                        |  |                             |                                      |  |  |  |  |  |  |  |                              |
|                      | Jan Albrecht II. Meklenburský          |  |                             |                                      |  |  |  |  |  |  |  |                              |
|                      |                                        |  |                             |                                      |  |  |  |  |  |  |  |                              |
|                      |                                        |  |                             | Adolf Holštýnsko-Gottorpský          |  |  |  |  |  |  |  |                              |
|                      |                                        |  |                             |                                      |  |  |  |  |  |  |  |                              |
|                      | Žofie Holštýnsko-Gottorpská            |  |                             |                                      |  |  |  |  |  |  |  |                              |
|                      |                                        |  |                             |                                      |  |  |  |  |  |  |  |                              |
|                      |                                        |  |                             | Kristýna Hesenská                    |  |  |  |  |  |  |  |                              |
|                      |                                        |  |                             |                                      |  |  |  |  |  |  |  |                              |
|                      | Gustav Adolf Meklenburský              |  |                             |                                      |  |  |  |  |  |  |  |                              |
|                      |                                        |  |                             |                                      |  |  |  |  |  |  |  |                              |
|                      |                                        |  |                             | Jáchym Arnošt Anhaltský              |  |  |  |  |  |  |  |                              |
|                      |                                        |  |                             |                                      |  |  |  |  |  |  |  |                              |
|                      | Kristián I. Anhaltský                  |  |                             |                                      |  |  |  |  |  |  |  |                              |
|                      |                                        |  |                             |                                      |  |  |  |  |  |  |  |                              |
|                      |                                        |  |                             | Anežka z Barby-Mühlingenu            |  |  |  |  |  |  |  |                              |
|                      |                                        |  |                             |                                      |  |  |  |  |  |  |  |                              |
|                      | Eleonora Marie Anhaltsko-Bernburská    |  |                             |                                      |  |  |  |  |  |  |  |                              |
|                      |                                        |  |                             |                                      |  |  |  |  |  |  |  |                              |
|                      |                                        |  |                             | Arnold III. z Bentheimu-Tecklenburgu |  |  |  |  |  |  |  |                              |
|                      |                                        |  |                             |                                      |  |  |  |  |  |  |  |                              |
|                      | Anna z Bentheimu-Tecklenburgu          |  |                             |                                      |  |  |  |  |  |  |  |                              |
|                      |                                        |  |                             |                                      |  |  |  |  |  |  |  |                              |
|                      |                                        |  |                             | Magdalena z Neuenahru                |  |  |  |  |  |  |  |                              |
|                      |                                        |  |                             |                                      |  |  |  |  |  |  |  |                              |
| 'Luisa Meklenburská' |                                        |  |                             |                                      |  |  |  |  |  |  |  |                              |
|                      |                                        |  |                             |                                      |  |  |  |  |  |  |  |                              |
|                      |                                        |  | Adolf Holštýnsko-Gottorpský |                                      |  |  |  |  |  |  |  |                              |
|                      |                                        |  |                             |                                      |  |  |  |  |  |  |  |                              |
|                      | Jan Adolf Holštýnsko-Gottorpský        |  |                             |                                      |  |  |  |  |  |  |  |                              |
|                      |                                        |  |                             |                                      |  |  |  |  |  |  |  |                              |
|                      |                                        |  |                             | Kristýna Hesenská                    |  |  |  |  |  |  |  |                              |
|                      |                                        |  |                             |                                      |  |  |  |  |  |  |  |                              |
|                      | Fridrich III. Holštýnsko-Gottorpský    |  |                             |                                      |  |  |  |  |  |  |  |                              |
|                      |                                        |  |                             |                                      |  |  |  |  |  |  |  |                              |
|                      |                                        |  |                             | Frederik II. Dánský                  |  |  |  |  |  |  |  |                              |
|                      |                                        |  |                             |                                      |  |  |  |  |  |  |  |                              |
|                      | Augusta Dánská                         |  |                             |                                      |  |  |  |  |  |  |  |                              |
|                      |                                        |  |                             |                                      |  |  |  |  |  |  |  |                              |
|                      |                                        |  |                             | Žofie Meklenburská                   |  |  |  |  |  |  |  |                              |
|                      |                                        |  |                             |                                      |  |  |  |  |  |  |  |                              |
|                      | Magdalena Sibyla Holštýnsko-Gottorpská |  |                             |                                      |  |  |  |  |  |  |  |                              |
|                      |                                        |  |                             |                                      |  |  |  |  |  |  |  |                              |
|                      |                                        |  |                             | Kristián I. Saský                    |  |  |  |  |  |  |  |                              |
|                      |                                        |  |                             |                                      |  |  |  |  |  |  |  |                              |
|                      | Jan Jiří I. Saský                      |  |                             |                                      |  |  |  |  |  |  |  |                              |
|                      |                                        |  |                             |                                      |  |  |  |  |  |  |  |                              |
|                      |                                        |  |                             | Žofie Braniborská                    |  |  |  |  |  |  |  |                              |
|                      |                                        |  |                             |                                      |  |  |  |  |  |  |  |                              |
|                      | Marie Alžběta Saská                    |  |                             |                                      |  |  |  |  |  |  |  |                              |
|                      |                                        |  |                             |                                      |  |  |  |  |  |  |  |                              |
|                      |                                        |  |                             | Albrecht Fridrich Pruský             |  |  |  |  |  |  |  |                              |
|                      |                                        |  |                             |                                      |  |  |  |  |  |  |  |                              |
|                      | Magdalena Sibylla Pruská               |  |                             |                                      |  |  |  |  |  |  |  |                              |
|                      |                                        |  |                             |                                      |  |  |  |  |  |  |  |                              |
|                      |                                        |  |                             | Marie Eleonora Klevská               |  |  |  |  |  |  |  |                              |
|                      |                                        |  |                             |                                      |  |  |  |  |  |  |  |                              |